# Insjön (Föglö, Åland)
Insjön är en sjö i Åland (Finland). Den ligger på ön Sommarö i Föglö kommun, 30 km öster om huvudstaden Mariehamn. Insjön ligger 11 meter över havet. Arean är 2,8 hektar och strandlinjen är 0,81 kilometer lång. Sjön  ingår i Södra Skärgårdshavets avrinningsområde. 